# Cetil

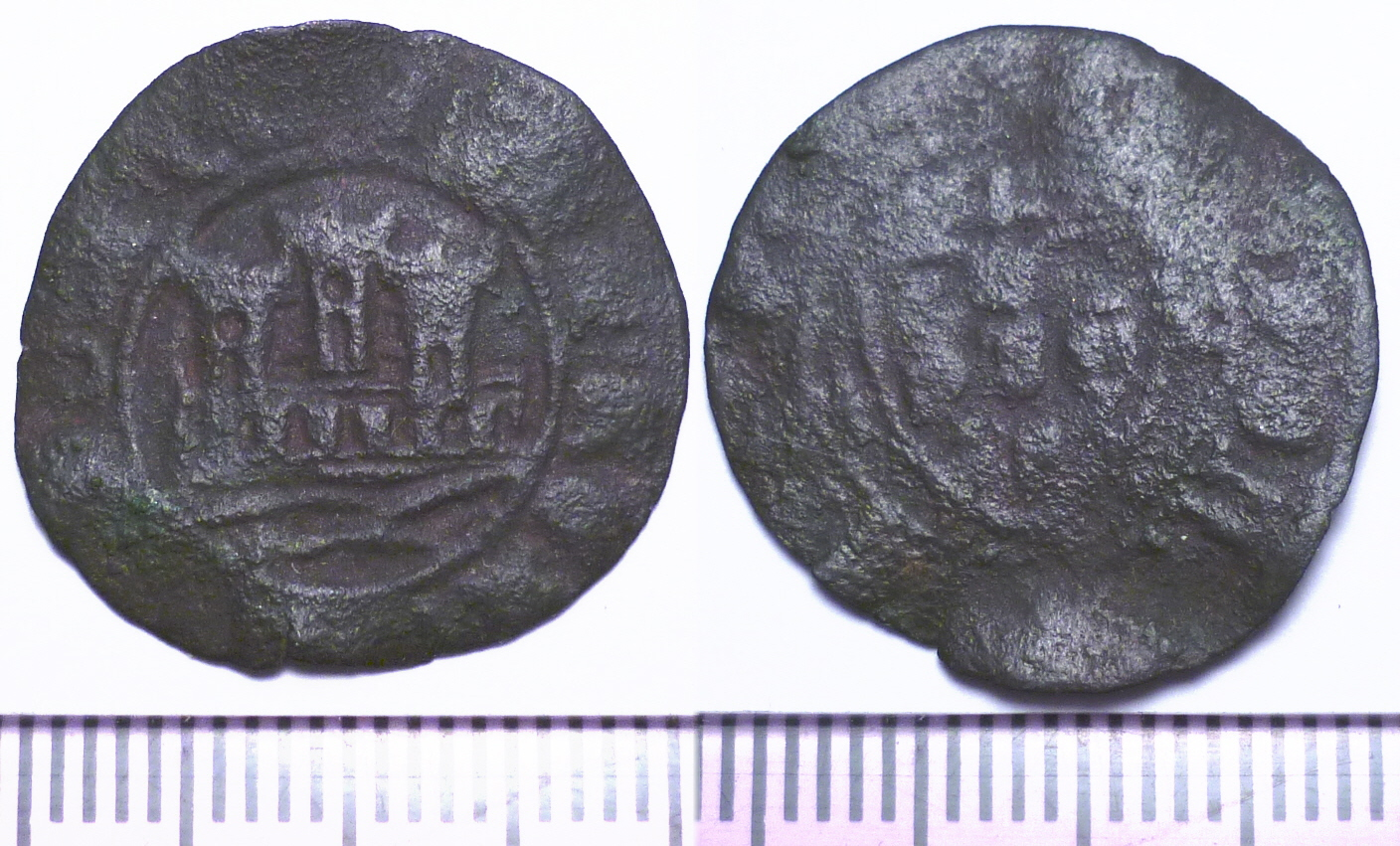
Moneda de cobre de un reinado no identificado, posiblemente de Alfonso V o Juan II.

El cetil (en portugués: ceitil) fue una moneda portuguesa creada durante el reinado de Alfonso V.
Su nombre proviene de sextil, es decir, un sexto.
Su valor pasó de 1/5 de un real blanco a 1/6 de real, con evidencias que sugieren una devaluación a 1/7 de real a fines del siglo XV.
En la cultura popular existe la expresión “até ao último ceitil” (hasta el último cetil) que significa pagar o gastarlo todo.